# Ciprian Porumbescu (Suceava)
Ciprian Porumbescu es una comuna ubicada en el distrito de Suceava, Rumania.

## Superficie
Posee una superficie de 28,50 kilómetros cuadrados.

## Demografía
Hasta 2021 la población era de 2090 habitantes, con una densidad de población de 73,33 habitantes por kilómetro cuadrado.